# Дворец Ардашира
Дворец Ардашира (перс. قلعه اردشير بابکان‎) или Атеш-Кадех (آتشکده) — одна из резиденций первого сасанидского царя Ардашира, выстроенная им возле крепости Галех-Дохтар приблизительно в 224 году. Руины — в окрестностях современного Фирузабада (область Фарс).
Наряду с Сервестанским дворцом представляет большой интерес как один из немногих сохранившихся памятников сасанидской архитектуры. Развалины занимают участок размером 105 на 55 метров. В древности перед дворцом имелся искусственный водоём.
В 1997 г. власти Ирана предложили ЮНЕСКО включить Атеш-Кадех вместе с Галех-Дохтаром в число объектов Всемирного наследия человечества.